# 82e régiment d'infanterie (France)
Pour les articles homonymes, voir 82e régiment.
Le 82e régiment d'infanterie (82e RI) est un régiment d'infanterie de l'Armée de terre française, à double héritage, créé sous la Révolution à partir du régiment de Saintonge, un régiment français d'Ancien Régime, et du 7e régiment d'infanterie légère créé à partir des chasseurs d'Auvergne.

## Création et différentes dénominations
Le 82e régiment d’infanterie a la particularité, comme tous les régiments d’infanterie portant un numéro entre le 76e et le 99e, d’être l'héritier des traditions de deux régiments : le 82e régiment d'infanterie de ligne et le 7e régiment d'infanterie légère
- 1er janvier 1791 : Tous les régiments prennent un nom composé du nom de leur arme avec un numéro d'ordre donné selon leur ancienneté. Le régiment de Saintonge devient le 82e régiment d'infanterie de ligne ci-devant Saintonge.
- 1793 : la 82e demi-brigade de première formation n'a pas été créée
- 12 février 1799 : création de la 82e demi-brigade de deuxième formation
- 1803 : elle est renommée 82e régiment d'infanterie de ligne
- 16 juillet 1815 : comme l'ensemble de l'armée napoléonienne, il est licencié à la Seconde Restauration.
- 1820 : lors de la réorganisation des corps d'infanterie français en 1820, le 82e régiment d'infanterie de ligne n'est pas créé et le numéro 82 disparaît jusqu'en 1854.
- 1854, l'infanterie légère est transformée, et ses régiments sont convertis en unités d'infanterie de ligne, prenant les numéros de 76 à 100. Le 7e régiment d'infanterie légère prend le nom de 82e régiment d'infanterie de ligne.
- 1887 : renommé 82e régiment d'infanterie
- 1914 : à la mobilisation, il forme le 282e régiment d’infanterie
- 1920 : dissolution
- 1939 : formation du 82e régiment de mitrailleurs d'infanterie de forteresse
- 1940 : dissolution

## Chefs de corps
- 1781 : colonel comte de Deux-Ponts.
- 1804 : Jean-Baptiste Bruny.
- 1805 : colonel Jacques de Montfort (*)
- 1870 : colonel Guys.
- 1914 : colonel Ponsignon.
- 1939 : lieutenant-colonel Matheu.

(*) Officier qui devint par la suite général de brigade.

(**) Officier qui devint par la suite général de division.

## Historique des garnisons, combats et batailles du82eRI

### Ancien Régime
1731 : en garnison à Fort Barraux (Isère)
De 1763 à 1768, le régiment sert aux Antilles et en Guyane française. En 1780, le régiment est envoyé avec Rochambeau pour aider les États-Unis pendant la guerre d'indépendance. Le régiment prend part au Siège de Yorktown en 1781. En 1782 le régiment retourne aux Antilles, puis revient en France en 1783.

### Guerres de la Révolution et de l'Empire

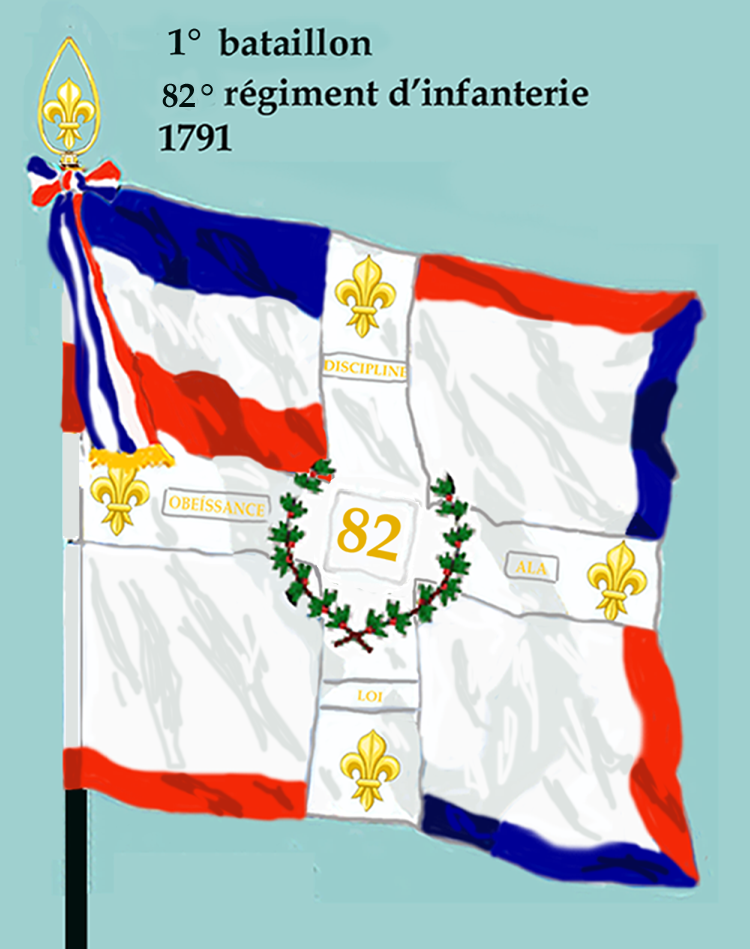
Drapeau du 1er bataillon du 82e régiment d'infanterie de ligne de 1791 à 1793.
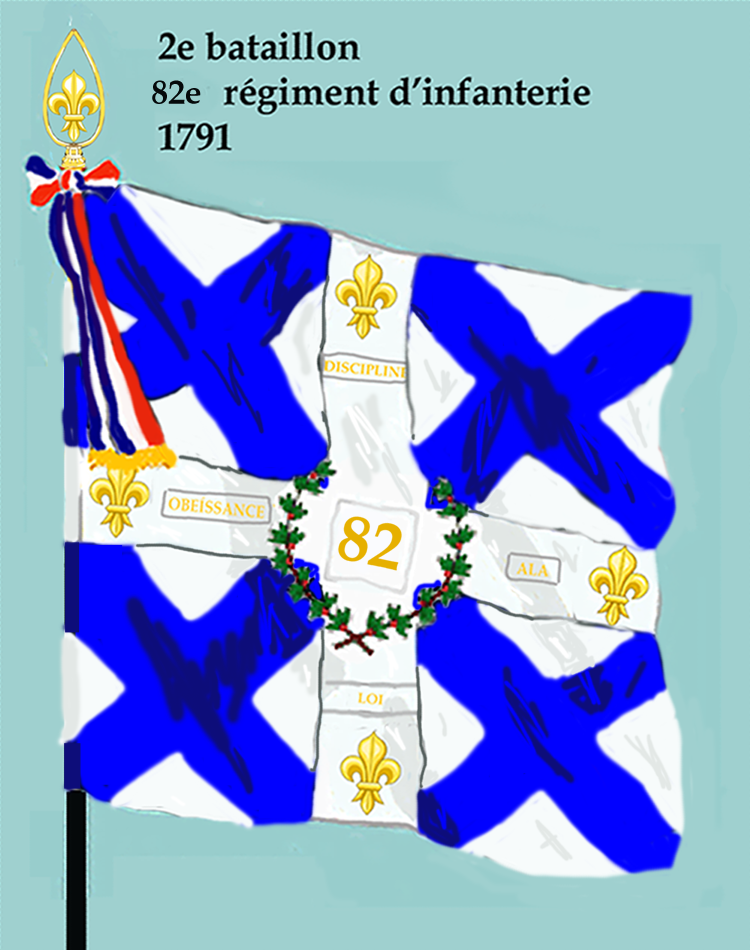
Drapeau du 2e bataillon du 82e régiment d'infanterie de ligne de 1791 à 1793.

- 1793 :
  - 26 décembre : 2e bataille de Wissembourg
  - 1er bataillon : Armée de Mayence, Siège de Mayence, Guerre de Vendée
- 1806 : Campagne de Prusse et de Pologne
  - 14 octobre : Bataille d'Iéna
- 1807 :
  - 8 février : Bataille d'Eylau
  - Corps d'observation de la Gironde
- 1808 : Armée de Portugal - Guerre d'indépendance espagnole
- En 1810, le régiment est renforcé par une partie de la 89e demi-brigade revenue de Saint-Domingue[1].

- 1815 : pendant les Cent-Jours, le 82e régiment, commandé par le colonel Matis, participe à la bataille de Ligny (16 juin 1815). Après la bataille de Waterloo (18 juin), il couvre la retraite de l'armée vers Charleroi. Il livre une dernière escarmouche vers Le Bourget et, le 3 juillet, est compris dans la convention qui ordonne à l'armée de Paris de se retirer vers la Loire[2]. La réserve du régiment est envoyée réprimer le soulèvement de la Vendée. Il est dissous après le retour de Louis XVIII. Certains de ses éléments sont affectés à la 16e légion ou légion de Charente-Inférieure qui devient en 1820 le 8e régiment d'infanterie de ligne[3].

### 1815 à 1852
7e régiment d'infanterie légère
- Insurrection républicaine à Paris en juin 1832
- 1851 et 1854 : Algérie

### Second Empire
Le décret du 24 octobre 1854 réorganise les régiments d'infanterie légère les corps de l'armée française. À cet effet le 7e régiment d'infanterie légère prend le numéro 82 et devient le 82e régiment d'infanterie de ligne.
- 1854 à 1855 : guerre de Crimée, Bataille d'Inkerman, siège de Sébastopol
- 1859 : Campagne d'Italie
- 1864-1867 : conquête de l'Algérie
- Guerre franco-allemande de 1870
  - Bataille de Sedan

Après la capture du régiment à Sedan, le dépôt du 82e de ligne, à La Rochelle, met sur pied de nombreux détachements ou compagnies pour former des régiments de marche.

### De 1871 à 1914

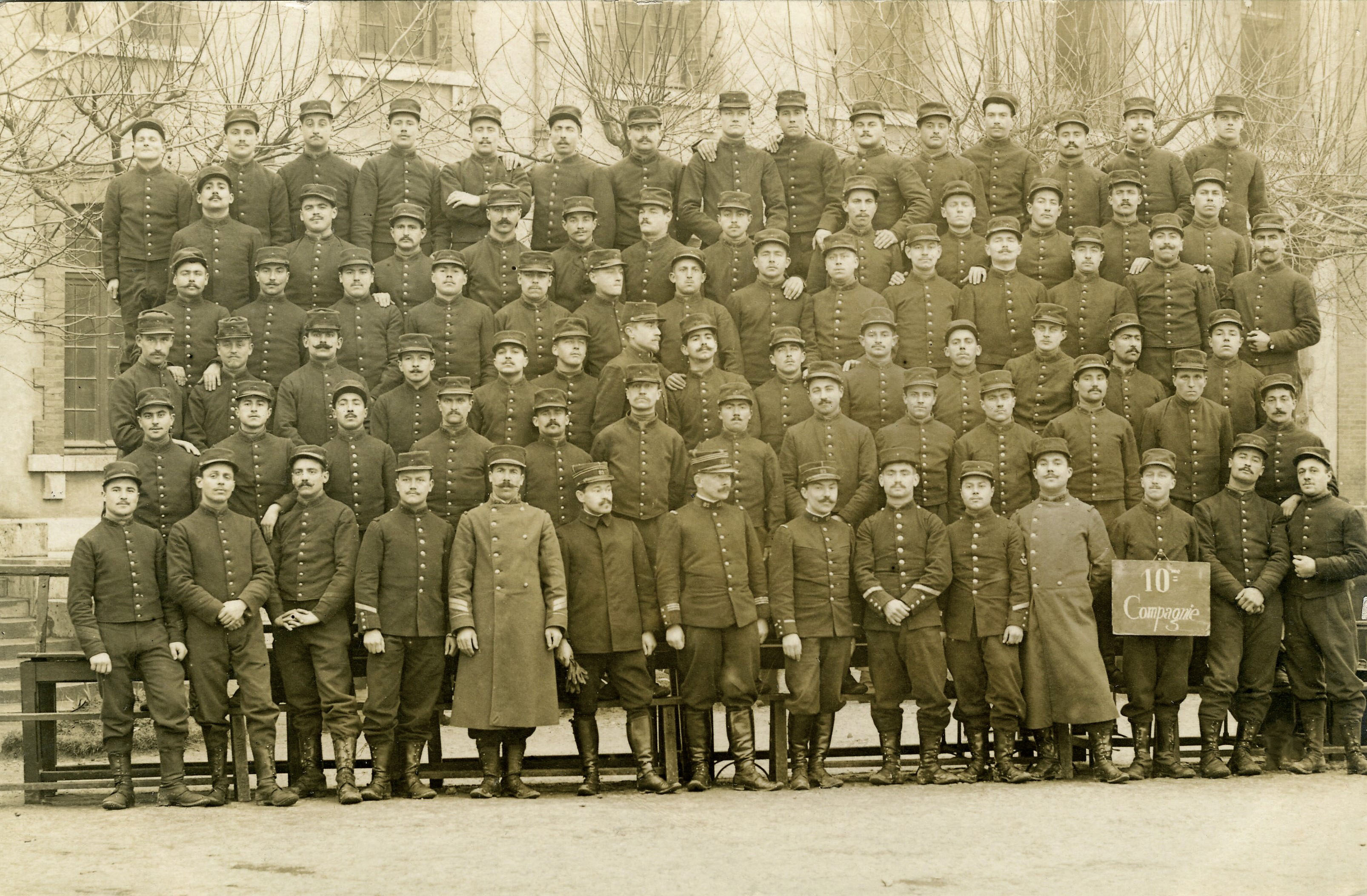
La 10e compagnie du au début du siècle.

Après la Semaine Sanglante, le 82e régiment de marche, formé en janvier 1871 et affecté au 2e corps de l'armée de Versailles, fusionne avec le 82e régiment d'infanterie de ligne le 3 septembre 1871, par décision du 25 juillet.
Lors de la réorganisation des corps d'infanterie de 1887, le régiment fournit un bataillon pour former le 148e régiment d'infanterie.

### Première Guerre mondiale
En 1914, le 82e RI est en casernement à Montargis et Troyes, il appartient à la 17e brigade d'infanterie de la 9e division d'infanterie, 5e corps d'armée.
Il est à la 9e division d'infanterie d'août 1914 à novembre 1918.
- 1914 : bataille de la Marne et Bataille de la Woëvre et de Hauts-de-Meuse
- 1915 : Meuse et Argonne
- 1917 : Attaque de l'Aisne
- 1918 : Oise et Aisne

### Entre-deux-guerres
Revenu à Montargis le 3 août 1919, le régiment est dissous le 1er janvier 1920.

### Seconde Guerre mondiale
Formé le 25 août 1939 sous le nom de 82e régiment de mitrailleurs d'infanterie de forteresse (82e RMIF) à Leyviller, Barst-Marienthal et à Morhange. Il occupe alors le secteur fortifié de la Sarre, plus précisément de Biding à Cappel. En 1940 il passe au secteur fortifié de Faulquemont.
Il compte trois bataillons de mitrailleurs et est dirigé par le lieutenant-colonel Matheu. Le deuxième bataillon défend l'avancée de Barst-Cappel au nord du front de la Sarre et dont le PC se trouvait au château de Barst combat
au prix de lourdes pertes face au 272e régiment d'infanterie allemand.
Replié vers le sud à partir du 14 juin 1940 avec le groupement de marche Girval, le régiment est capturé le 19 juin au col du Haut Jacques.

## Drapeau
Il porte, cousues en lettres d'or dans ses plis, les inscriptions suivantes :
- Mayence 1793
- Iéna 1806
- Moskowa 1812
- Sébastopol 1854-55
- L'Aisne 1917
- Noyon 1918
- Château-Thierry 1918

## Décorations
Sa cravate est décorée de la Croix de guerre 1914-1918 avec deux citations à l'ordre de l'armée et une citation au corps d'armée.

Il a le droit au port de la fourragère aux couleurs du ruban de la croix de guerre 1914-1918.

## Insigne
L'insigne, adopté par le régiment en 1939, présente, dans un écu argent au chef crénelé, un lion rampant au-dessus de rails antichars.

## Personnages célèbres ayant servi au82eRI
- Pierre Jules Amadieu (1816-1870), lieutenant-colonel à Mostaganem en 1866
- Paul Charlemagne (1892-1972), mobilisé le 4 août 1914.
- Jean Dettweiller (1875-1965), membre de la bande à Bonnot
- Fernand Goux (1899-2008)
- Paul Maistre (1858-1922), général de division
- Jacques de Montfort (1770-1824), général de brigade-baron de l'Empire
- Pierre Claude Pajol (1772-1844), sous-lieutenant le 12 janvier 1792
- Antoine Prompt (1858-1902), alors chef de bataillon
- Gaudérique Roget (1846-1917), général de brigade
- Jean-Marie Vergez (1757-1831), général d'Empire

## Sources et bibliographie
- À partir du Recueil d'Historiques de l'Infanterie Française (Général Andolenko - Eurimprim 1969)

- Historique du 82e Régiment d'Infanterie CAMPAGNE 1914 – 1918, Librairie Chapelot – Paris  numérisation : P. Chagnoux -  (2012) (lire en ligne)
- Paul Arvers et Charles Frédéric Brecht, Historique du 82e régiment d'infanterie de ligne et du 7e régiment d'infanterie légère, 1684-1876, Paris, Lahure, 1876 (lire en ligne).
- Victor Belhomme, Histoire de l'infanterie en France, t. 5, Henri Charles-Lavauzelle, 1902 (lire en ligne).